# Lutzomyia townsendi
Lutzomyia townsendi är en tvåvingeart som först beskrevs av Ortíz I. 1960.  Lutzomyia townsendi ingår i släktet Lutzomyia och familjen fjärilsmyggor.
Artens utbredningsområde är Venezuela. Inga underarter finns listade i Catalogue of Life.